# كليم هاسكينز
كليم هاسكينز (بالإنجليزية: Clem Haskins)‏ مواليد 11 يوليو 1943 في كامبلسفيل، هو لاعب كرة سلة أمريكي سابق تحول إلى التدريب بعد الاعتزال. بدأ مسيرته الاحترافية في سنة 1967. تم اختياره من قبل فريق شيكاغو بولز خلال الدرافت. يبلغ طوله 6 قدم 3 بوصة (1.9 م). اعتزل اللعب في 1976. شارك في ألعاب النوايا الحسنة 1998.

## المسيرة الاحترافية
لعب مع شيكاغو بولز من سنة 1967 إلى 1970، ثم لعب مع فينيكس صنز من سنة 1970 إلى 1974، ثم لعب مع واشنطن ويزاردز من سنة 1974 إلى 1976.

## روابط خارجية
- كليم هاسكينز على موقع إن بي أي (الإنجليزية)
- كليم هاسكينز على موقع سبورتس رفرنس (الإنجليزية)
- كليم هاسكينز على موقع كلية كرة السلة في سبورتس رفرنس.كوم (الإنجليزية)
- كليم هاسكينز على موقع ريلجم (الإنجليزية)
- كليم هاسكينز على موقع بروبوليرز (الإنجليزية)
- كليم هاسكينز على موقع كلية كرة السلة في سبورتس رفرنس.كوم (الإنجليزية)